# Heidi (film 1920)
Heidi è un cortometraggio muto del 1920 diretto da Frederick A. Thomson.
Protagonista del film è la piccola Madge Evans, tra le più note e prolifiche attrici bambine dell'epoca, la quale diventa così la prima interprete cinematografica del personaggio di "Heidi" dall'omonimo romanzo di Johanna Spyri. Bisognerà comunque attendere l'interpretazione di Shirley Temple in Zoccoletti olandesi (1937) perché il personaggio si affermi con grande popolarità al cinema e quindi alla televisione, dando vita ad una lunga serie di adattamenti.
Del film, girato interamente a colori, sopravvivono solo alcune sequenze. A parte la protagonista Madge Evans non sono noti i nomi degli altri interpreti.

## Trama
Heidi è una piccola bambina orfana che cresce sulle montagne affidata alle cure del vecchio nonno e trascorre le giornate a pascolare le capre con l'amico Peter. Portata in città per fare compagnia a Clara, una ragazzina costretta sulla sedia a rotelle, la convincerà a venire con lei in montagna, dove troverà guarigione dalla sua malattia.

## Produzione
Il film fu prodotto negli Stati Uniti d'America da Prizma.

## Distribuzione
Il film fu distribuito da Federated Film Exchanges of America nelle sale cinematografiche statunitensi il 28 dicembre 1920, conosciuto anche con il titolo Heide of the Alps.